# Кемба Вокер
Кемба Хадли Вокер (енгл. Kemba Hudley Walker; Бронкс, Њујорк, 8. мај 1990) бивши је амерички кошаркаш, а садашњи кошаркашки тренер. Играо је на позицији плејмејкера.

## Успеси

### Појединачни
- НБА ол-стар меч (4): 2017, 2018, 2019, 2020.
- Идеални тим НБА — трећа постава (1): 2018/19.
- НБА спортска личност године (2): 2016/17, 2017/18.